# كاروج (أورن)
كاروج هي بلدية في أورن في شمال غرب فرنسا.